# Mount Virdin
Mount Virdin ist ein 1080 m hoher Berg nahe der Lassiter-Küste im Palmerland auf der Antarktischen Halbinsel. In den Werner Mountains ragt er 6 km südwestlich des Mount Hemmingsen auf.
Der United States Geological Survey kartierte ihn anhand eigener Vermessungen und Luftaufnahmen der United States Navy aus den Jahren von 1961 bis 1967. Das Advisory Committee on Antarctic Names benannte ihn 1968 nach Floyd Virdin (* 1936), Baumechaniker auf der Amundsen-Scott-Südpolstation im Jahr 1967.